# La espada en la piedra
La espada en la piedra (inglés: The Sword in the Stone) es la primera novela de la serie de Camelot, que versa sobre el mito artúrico, escrita por Terence Hanbury White. El libro fue editado por primera vez en Glasgow en 1938.

## Personajes
- Verruga: apodo puesto por Kay, quien le llamaba así porque rimaba con arte que era una contracción de su verdadero nombre.
- Kay: hijo de Sir Héctor y futuro Sir del castillo.
- Gobernanta: mujer pelirroja que tenía una misteriosa herida posiblemente hecha accidentalmente con una armadura. Se dice que estuvo encerrada en un manicomio por tres años.
- Sir Héctor: anciano caballero, padre de Kay.
- Sir Grummore Grummursum: caballero que se hospeda en el castillo de Sir Héctor después de una persecución.

## Adaptaciones
En 1939 la BBC transmitió una radionovela a seis partes titulada Rey Arturo, con música ambiental de Benjamin Britten. Esta fue retransmitida en 1952 bajo el nombre de La espada en la piedra; después de encontrar la partitura de Britten, la cual se creía perdida. En 1982 la BBC realizó otra adaptación radiofónica protagonizada por Michael Hordern como Merlín.
La popularidad de esta novela derivó en una película animada, The Sword in the Stone, dirigida por Wolfgang Reitherman y producida por Walt Disney Productions, un musical de Broadway llamado Camelot y la adaptación cinematográfica de este, Camelot, dirigida por Joshua Logan.
- Datos: Q3205402